# Knjiga iz Kellsa
Knjiga iz Kelsa (angl. Book of Kells (irsko Leabhar Cheanannais) (Dublin, Trinity College Library, MS A. I. (58), znana tudi kot Book of Columba) je iluminiran rokopis evangelijev v latinščini. Vsebuje štiri evangelije iz Nove zaveze skupaj z raznimi drugimi besedili. Ustvarili so ga zgodnjekrščanski menihi na Irskem okoli leta 800 oziroma nekoliko prej. Besedilo evangelijev je povzeto večinoma iz Vulgate, vsebuje pa tudi nekaj delov iz zgodnejših prevodov Biblije, ki so znani kot Vetus Latina. Je mojstrovina na področju rokopisja in predstavlja vrh »otoške umetnosti«. 
Ilustracije in ornamenti v Knjigi iz Kellsa v svoji nenavadnosti in zapletenosti presegajo tiste iz drugih otoških del. V dekoraciji se prepletajo tradicionalna krščanska ikonografija s slikovitimi prepletenimi vzorci, ki so značilni za otoško umetnost. Glave ljudi, živali in mitoloških bitij skupaj s keltskimi vozli in prepletenimi vzorci v živahnih bravah oživljajo strani rokopisa. Številni od teh manjših dekorativnih elementov so prežeti s krščansko simboliko in tako še bolj poudarjajo teme glavnih ilustracij.
Rokopis danes sestavlja 340 listov. Od leta 1953 je vezan v štiri dele. Listi so izdelani iz zelo kvalitetnega jagnečjega pergamenta. Okrasne začetnice v besedilu so delo vsaj treh različnih avtorjev. Uporabili so črnilo iz železovih soli in taninskih kislin rastlinskega izvora. Barve so pripravili iz različnih sestavin, od katerih so mnoge uvozili iz oddaljenih dežel. 
Rokopis je svoje ime dobil po mestu Kells, kjer je bil stoletja hranjen v samostanu. Danes je na ogled v okviru razstave v Trinity College Library v Dublinu, Irska. V knjižnici sta običajno razstavljena dva od štirih delov knjige. Eden prikazuje eno od večjih ilustracij, drugi pa tipične strani z besedilom.
Velja za izrazit primer otroških iluminiranih rokopisov in je bil leta 2011 uvrščen v Register svetovnega spomina pri UNESCO-u.